# Куштрім Мушица
Куштрім Мушица (алб. Kushtrim Mushica; нар. 1 травня 1985, Приштина) — косовський футболіст, воротар клубу албанської Суперліги «Бюліс».

## Життєпис
Куштрім Мушица народився в Приштіні, Югославії. Займатися футболом він розпочав у 1991 році в місцевій команді «Раміз Садіку» у віці 6 років. Там він залишався до початку Косівської війни, яка змусила його покинути Косово у віці 14 років, і жити з родичами в Туреччині протягом трьох місяців, в той час як його батько і старший брат залишилися в Пріштіні. Мушіца повернувся в своє рідне місто, як тільки його батько вважав Приштини досить безпечною. Після закінчення війни Мушица приєднався до клубу «Приштина», провідному косовському клубу. У 2002 році у віці 17 років став гравцем основної команди клубу.
На початку 2005 року перейшов в бориспільський «Борисфен», але зіграв лише один матч за дублюючий склад.
У 2008 році Мушица став чемпіоном Косова в складі «Приштини», після чого перейшов у косовський клуб «Веллажнімі» з Джяковіци. У 2010 році Куштрім приєднався до македонському клубу «Ренова». У чемпіонаті Македонії він дебютував 13 листопада 2010 року вийшовши на заміну після перерви у домашньому матчі проти «Вардара». За підсумками сезону 2010/11 року «Ренова» зайняла 3-тє місце, а Мушица провів за неї 18 матчів у чемпіонаті. Після чого Мушица повернувся в Косово, де знову захищав ворота «Веллажнімі», а з 2012 по 2015 рік — «Приштини».
21 серпня 2015 року як вільний агент Мушица перейшов у клуб албанської Суперліги «Бюліс».

## Статистика виступів

### У збірній
| Матчі Куштріма Мушици за збірну Косова | Матчі Куштріма Мушици за збірну Косова | Матчі Куштріма Мушици за збірну Косова                | Матчі Куштріма Мушици за збірну Косова | Матчі Куштріма Мушици за збірну Косова | Матчі Куштріма Мушици за збірну Косова | Матчі Куштріма Мушици за збірну Косова |
| №                                      | Дата                                   | Місце проведення                                      | Суперник                               | Рахунок                                | Змагання                               |                                        |
| -------------------------------------- | -------------------------------------- | ----------------------------------------------------- | -------------------------------------- | -------------------------------------- | -------------------------------------- | -------------------------------------- |
| 1                                      | 17 лютого 2010                         | Міський стадіон, Приштина                             | Албанія                                | 2:3                                    | Товариський матч                       |                                        |
| 2                                      | 21 травня 2014 року                    | Олімпійський стадіон Адема Яшарі, Косовська Мітровиця | Туреччина                              | 1:6                                    | Товариський матч                       |                                        |

Загалом: 2 матчі / 0 голів; national-football-teams.com [Архівовано 15 листопада 2017 у Wayback Machine.].

## Досягнення

### Командні
«Приштина»
- Суперліга Косова
  -  Чемпіон (1): 2007/08